# Tony Kanaan

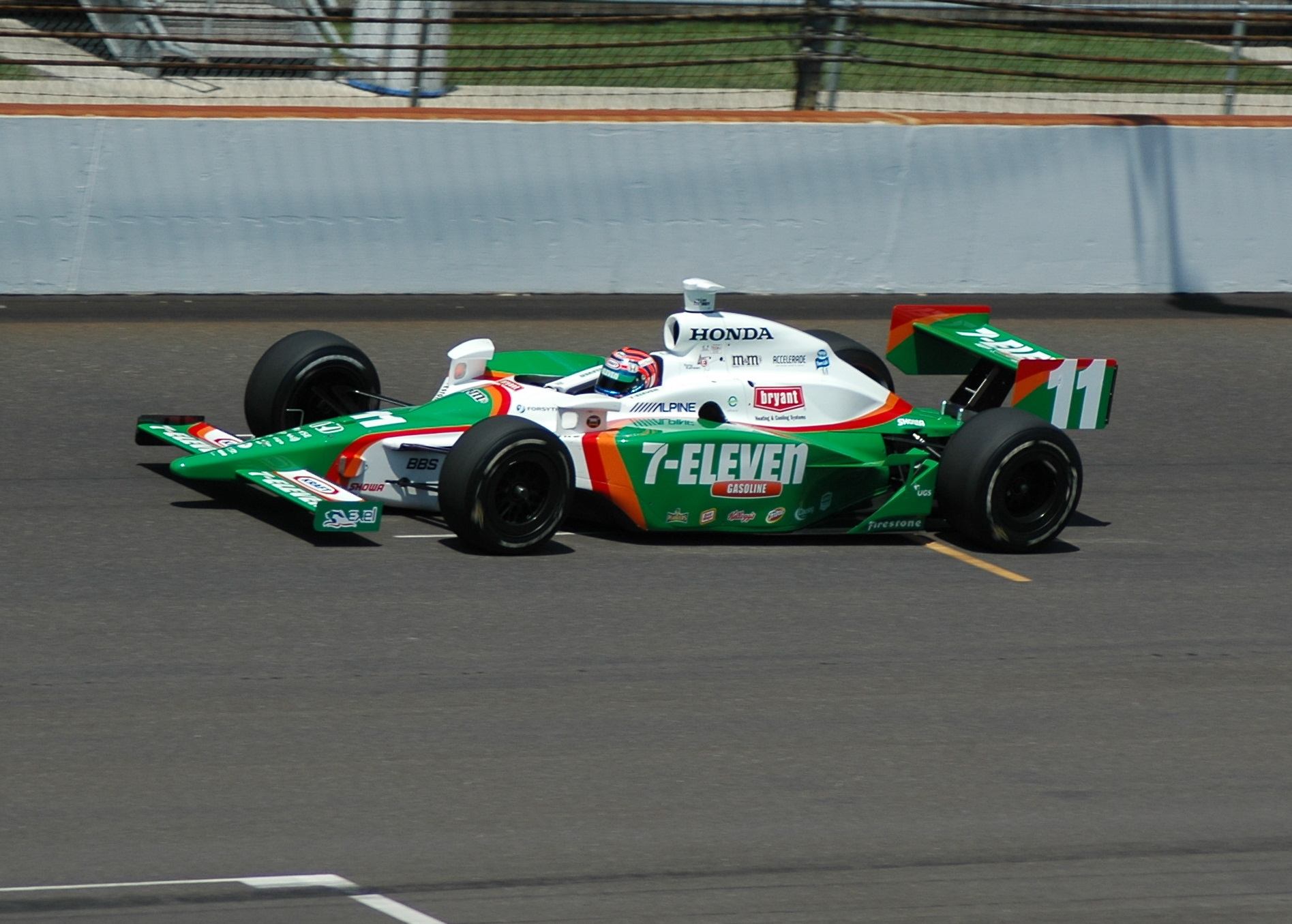
Kanaan in 2007

Tony Kanaan, officiële naam Antoine Rizkallah Kanaan Filho (Salvador, 31 december 1974) is een Braziliaans autocoureur. Hij won in 2004 de IndyCar Series en won in 2013 de Indianapolis 500.

## Carrière
Kanaan won in zijn thuisland Brazilië zes kampioenstitels in het kartracen. Daarna reed hij in diverse formuleraceklassen om op 21-jarige leeftijd te gaan rijden in het Indy Lights kampioenschap. In 1997, toen hij voor een tweede jaar aan dat kampioenschap deelnam, werd hij er kampioen.

### Champ Car
In 1998 maakte hij de overstap naar de Champ Car. Hij reed er vijf seizoenen en haalde er in 1999 zijn enige overwinning op de Michigan International Speedway.

### IndyCar Series
In 2003 verhuisde hij naar de IndyCar Series en ging aan de slag bij Andretti Green Racing. Hij won de race op de Phoenix International Raceway en werd vierde in de eindstand. Een jaar later won hij drie keer en dankzij onder meer zes tweede plaatsen werd hij de kampioen van 2004. In 2005 eindigde hij op de tweede plaats in de eindstand na Dan Wheldon. Een jaar later eindigde hij pas op de zesde plaats in het kampioenschap. Zowel in 2007 als 2008 werd hij derde in de eindstand. Het seizoen van 2009 werd tot nog toe zijn minst goede seizoen. Voor de eerste keer sinds hij in de IndyCar Series aan de slag ging kon hij geen race winnen. Hij eindigde op een zesde plaats in het kampioenschap. In 2013 won Kanaan zijn eerste Indy 500.

## Resultaten
Champ Car resultaten (aantal gereden races, aantal maal in de top 5 van een race, eindpositie kampioenschap en punten)
| Jaar | Team               | Races | 1ste | 2de | 3de | 4de | 5de | Rang | Ptn |
| ---- | ------------------ | ----- | ---- | --- | --- | --- | --- | ---- | --- |
| 1998 | Tasman Motorsports | 19    | -    | -   | 2   | 2   | 1   | 9    | 92  |
| 1999 | Forsythe Racing    | 20    | 1    | -   | -   | -   | 1   | 11   | 85  |
| 2000 | Mo Nunn Racing     | 16    | -    | -   | -   | -   | -   | 19   | 24  |
| 2001 | Mo Nunn Racing     | 19    | -    | -   | 1   | 1   | 2   | 9    | 93  |
| 2002 | Mo Nunn Racing     | 19    | -    | -   | 2   | 2   | 1   | 12   | 99  |

IndyCar Series resultaten (aantal gereden races, aantal maal in de top 5 van een race, eindpositie kampioenschap en punten)
| Jaar | Team                  | Races | 1ste | 2de | 3de | 4de | 5de | Rang | Ptn |
| ---- | --------------------- | ----- | ---- | --- | --- | --- | --- | ---- | --- |
| 2002 | Mo Nunn               | 1     | -    | -   | -   | -   | -   | 50   | 2   |
| 2003 | Andretti Green Racing | 16    | 1    | 3   | 2   | 2   | 1   | 4    | 476 |
| 2004 | Andretti Green Racing | 16    | 3    | 6   | 2   | 1   | 3   | 1    | 618 |
| 2005 | Andretti Green Racing | 17    | 2    | 3   | 4   | 2   | 1   | 2    | 548 |
| 2006 | Andretti Green Racing | 14    | 1    | -   | 2   | 1   | 3   | 6    | 388 |
| 2007 | Andretti Green Racing | 17    | 5    | 1   | 1   | 4   | 1   | 3    | 576 |
| 2008 | Andretti Green Racing | 18    | 1    | 1   | 5   | 2   | 2   | 3    | 513 |
| 2009 | Andretti Green Racing | 17    | -    | -   | 3   | 1   | 1   | 6    | 386 |
| 2010 | Andretti Autosport    | 17    | 1    | -   | 2   | 2   | 2   | 6    | 453 |
| 2011 | KV Racing             | 17    | -    | 1   | 2   | 2   | 2   | 5    | 367 |
| 2012 | KV Racing             | 15    | -    | 1   | 2   | 2   | -   | 9    | 351 |
| 2013 | KV Racing             | 19    | 1    | -   | 3   | 1   | 1   | 11   | 397 |
| 2014 | Chip Ganassi Racing   | 18    | 1    | 1   | 4   | -   | -   | 7    | 544 |
| 2015 | Chip Ganassi Racing   | 16    | -    | 2   | 1   | 1   | 2   | 8    | 431 |
| 2016 | Chip Ganassi Racing   | 16    | -    | 1   | 1   | 3   | -   | 7    | 461 |
| 2017 | Chip Ganassi Racing   | 17    | -    | 1   | -   | -   | 2   | 10   | 403 |
| 2018 | A.J. Foyt Enterprises | -     | -    | -   | -   | -   | -   | 10   | 403 |
| 2019 | A.J. Foyt Enterprises | 17    | -    | -   | 1   | -   | -   | 15   | 304 |
| 2020 | A.J. Foyt Enterprises | 6     | -    | -   | -   | -   | -   | 24   | 106 |
| 2021 | Chip Ganassi Racing   | -     | -    | -   | -   | -   | -   | 28   | 96  |
| 2022 | Chip Ganassi Racing   | 1     | -    | -   | 1   | -   | -   | 25   | 78* |

### Resultaten Indianapolis 500
| Jaar | Chassis | Motor     | Start | Finish | Team                  |
| ---- | ------- | --------- | ----- | ------ | --------------------- |
| 2002 | G-Force | Chevrolet | 5     | 28     | Mo Nunn Racing        |
| 2003 | Dallara | Honda     | 2     | 3      | Andretti Green Racing |
| 2004 | Dallara | Honda     | 5     | 2      | Andretti Green Racing |
| 2005 | Dallara | Honda     | 1     | 8      | Andretti Green Racing |
| 2006 | Dallara | Honda     | 5     | 5      | Andretti Green Racing |
| 2007 | Dallara | Honda     | 2     | 12     | Andretti Green Racing |
| 2008 | Dallara | Honda     | 6     | 29     | Andretti Green Racing |
| 2009 | Dallara | Honda     | 6     | 27     | Andretti Green Racing |
| 2010 | Dallara | Honda     | 33    | 11     | Andretti Autosport    |
| 2011 | Dallara | Honda     | 22    | 4      | KV Racing             |
| 2012 | Dallara | Chevrolet | 8     | 3      | KV Racing             |
| 2013 | Dallara | Chevrolet | 12    | 1      | KV Racing             |
| 2014 | Dallara | Chevrolet | 16    | 26     | Chip Ganassi Racing   |
| 2015 | Dallara | Chevrolet | 4     | 26     | Chip Ganassi Racing   |
| 2016 | Dallara | Chevrolet | 18    | 4      | Chip Ganassi Racing   |
| 2017 | Dallara | Honda     | 7     | 5      | Chip Ganassi Racing   |
| 2018 | Dallara | Chevrolet | 10    | 25     | A.J. Foyt Enterprises |
| 2019 | Dallara | Chevrolet | 16    | 9      | A.J. Foyt Enterprises |
| 2020 | Dallara | Chevrolet | 23    | 19     | A.J. Foyt Enterprises |
| 2021 | Dallara | Honda     | 5     | 10     | Chip Ganassi Racing   |
| 2022 | Dallara | Honda     | 6     | 3      | Chip Ganassi Racing   |